# Honda Life
Pour les articles homonymes, voir Life (homonymie).
La Honda Life est une K-car vendue au Japon. Son dernier renouvellement remonte à septembre 2008.